# The Kovenant
I The Kovenant sono un gruppo musicale norvegese. Inizialmente la loro musica era di genere symphonic black metal, ma in seguito si spostò verso un industrial metal ancora fortemente influenzato dal black metal. In passato, erano conosciuti come Covenant ma a causa di omonimia con il gruppo svedese, adottarono il nome attuale.

## Storia del gruppo

### Gli esordi
I The Kovenant nacquero nel 1992, fondati dal polistrumentista Nagash e da Thanathos (poi Blackheart) alle chitarre, con il nome di "Covenant". Dopo aver inciso nel 1994 il demo From the Storm of Shadows con al basso tale Kharon, la band pubblicò il suo primo album in studio In Times Before the Light nel 1997: disco da sonorità prettamente black metal con inserti sinfonici. Uscì per la casa discografica Mordgrimm ed entrambi i musicisti adottarono dei nomignoli con l'iniziale del loro nome d'arte puntato seguito dal "Blackheart" finale.

### La fama
In seguito, lasciarono questa etichetta per accasarsi con la Nuclear Blast e, nel 1998, assoldarono il tastierista Sverd (Arcturus), la corista nei Cradle of Filth Sarah Jezebel Deva, il batterista dei Mayhem Hellhammer  e, in aggiunta, il chitarrista Astennu (Dimmu Borgir, Carpe Tenebrum). Con questa formazione venne registrato Nexus Polaris che, avendo delle sonorità più raffinate, ebbe maggior successo commerciale anche grazie all'ottima pubblicità creata della loro etichetta discografica. Questo lavoro gli permise di vincere anche un grammy in Norvegia come Best Hard Rock Band.
Successivamente, oltre ai membri fondatori, solo Hellhammer rimase nell'organico. Inoltre, la band venne denunciata da un gruppo svedese che portava il loro stesso nome, in quanto questi dichiararono di essersi formati prima rispetto a loro. Così, furono costretti a cambiare nome in "The Kovenant" e cambiarono anche i loro pseudonimi: Nagash divenne "Lex Icon", Blackheart "Psy Coma" e Hellhammer "von Blomberg".

### Il successo
Nel 1999 il gruppo registrò il suo terzo disco: Animatronic rappresentò il passaggio dal symphonic black metal all'industrial metal. Nel 2000 venne ripubblicata una nuova edizione di Nexus Polaris, con il nuovo nome del gruppo in copertina e l'aggiunta di due remix di New World Order (presente in Animatronic) come bonus track.
Già a metà del 2001 fu annunciato il successore dal titolo S.E.T.I., acronimo di Search for Extra-Terrestrial Intelligence (Ricerca di Intelligenza Extraterrestre). Inizialmente doveva contenere anche una cover di Strange Days dei The Doors, già eseguita sui palchi dalla band.
Dopo il consueto tour di promozione all'album, i due principali compositori decisero di remixare l'esordio In Times Before the Light con le nuove sonorità.
Giusto un anno dopo dall'annuncio, entrano nei Woodhouse Studios per iniziare le registrazioni del loro nuovo album e, inoltre, si inizia a parlare anche della pubblicazione di un VHS/DVD. Venne confermata anche la lavorazione all'album di remix; quest'ultima decisione, però, portò contrasti con la loro etichetta e, quindi, fu pubblicato dalla Hammerheart Records, la quale effettuò solo questa operazione.
Sul finire del 2002 completarono, quindi, il loro il quarto album S.E.T.I. (provvisoriamente re-intitolato “Cybertrash”). Fu pubblicato nel 2003 dalla Nuclear Blast e, dopodiché, von Blomberg abbandonò il gruppo per lavorare ad altri progetti musicali. Vennero, quindi, reclutati due nuovi membri: il batterista Küth (Ram-Zet) e il tastierista Brat (Apoptygma Berzerk) e, dopo la pubblicazione avvenuta nel 2003, partirono per una tournée in Europa e negli Stati Uniti.

### La crisi
Per i Kovenant, quella che doveva essere una semplice anticipazione si rivelerà essere, successivamente, l'inizio di un susseguirsi di annunci riguardanti un album di inediti che mai arriverà nei negozi. Inizialmente doveva intitolarsi The Dreaming Spires e contenere la traccia Radiation King e, tra l'altro, doveva essere l'ultimo per la Nuclear Blast. Stessa sorte toccò, comunque, anche al DVD più volte rimandato. Pertanto, anche se nel dicembre del 2004 si doveva entrare in studio per registrarlo, al nuovo disco venne dato anche un nuovo titolo: Aria Galactica. Nel frattempo, sconsigliando l'acquisto del bootleg (recante lo stesso titolo) pubblicato dalla Karmageddon Media, ripubblicano il loro primo album, questa volta con il titolo "In Times Before The Light 1995", includendo anche il precedente demo risalente al ’94 From the Storm of Shadows.
Nel 2007 Stian Arnesen torna ad occuparsi dei suoi Troll, con cui pubblicherà un nuovo album.

### Tempi recenti
In occasione della decima edizione dell'Inferno Metal Festival, nel 2010 si riuniscono nella formazione cosiddetta "classica" per proporre dal vivo tutto Nexus Polaris.
L'ultima apparizione dal vivo del gruppo risalirebbe al 29 ottobre del 2011 all'Aurora Infernalis III Festival ad Arnhem (Paesi Bassi). Comprendeva il solo membro fondatore Nagash e venne eseguito l'intero primo album.
A vent'anni dall'uscita in CD, In Times Before the Light verrà ristampato in versione LP dalla Aurora Infernalis. Questo avverrà nel gennaio del 2017 sotto il nome "Covenant" e con quella che viene dichiarata da Nagash stesso la copertina originaria del disco.

## Formazione

### Formazione attuale
- Stian Arnesen (Nagash/Lex Icon) – voce, batteria, tastiere, basso (1992-presente)
- Amund Svensson (Blackheart/Psy Coma) – chitarra, tastiere, basso (1992-presente)
- Angel Stengel (Angel) – chitarra (2000-presente)

### Ex componenti
- Shnaga – batteria (1992-1993)
- Kharon – basso (1994)
- Jamie Stinson (Astennu) – chitarra (1998-1999)
- Steinar Johnsen (Sverd) – tastiere (1998)
- Sarah Jezebel Deva – voce femminile (1998), (2000)
- Jan Axel Blomberg (Hellhammer/von Blomberg) – batteria (1998-2003)
- Steinar Sverd Johnsen (Sverd) – (2000)
- Kent Frydenlund (Küth) – batteria (2003-2009)
- Geir Bratland (Brat) – tastiere (2003-2009)

### Ex Turnisti
- Jan Axel Blomberg (Hellhammer/von Blomberg) – batteria (2009-2010)
- Steinar Sverd Johnsen (Sverd) – tastiere (2009-2010)
- Sarah Jezebel Deva – voce femminile (2009-2010)

## Discografia

### Album in studio
- 1997 – In Times Before the Light (come Covenant)
- 1998 – Nexus Polaris (come Covenant)
- 1999 – Animatronic
- 2003 – S.E.T.I.

### Remix
- 2002 – In Times Before the Light (come The Kovenant)

### Demo
- 1994 – From the Storm of Shadows

### Bootleg
- 2000 – Wâldrock 2000
- 2006 – Fragments of Reality